# Бријатр
Бријатр (фр. Briastre) насеље је и општина у североисточној Француској у региону Север-Па д Кале, у департману Север која припада префектури Камбре.
По подацима из 2011. године у општини је живело 755 становника, а густина насељености је износила 109,1 становника/km². Општина се простире на површини од 6,92 km². Налази се на средњој надморској висини од 75 метара (максималној 126 m, а минималној 67 m).

## Демографија
| 1962. | 1968. | 1975. | 1982. | 1990. | 1999. | 2011. |
| ----- | ----- | ----- | ----- | ----- | ----- | ----- |
| 843   | 890   | 851   | 714   | 650   | 619   | 755   |

График промене броја становника у току последњих година